# Myripristis violacea
Myripristis violacea là một loài cá biển thuộc chi Myripristis trong họ Cá sơn đá. Loài này được mô tả lần đầu tiên vào năm 1851.

## Từ nguyên
Tính từ định danh violacea trong tiếng Latinh có nghĩa là "có màu tím", hàm ý đề cập đến màu tím sẫm ở phần thân trên của loài cá này.

## Phân bố và môi trường sống
M. violacea có phân bố rộng khắp khu vực Ấn Độ Dương-Thái Bình Dương, từ Đông Phi trải dài về phía đông đến quần đảo Line cùng quần đảo Marquises và Tuamotu (Polynésie thuộc Pháp), ngược lên phía bắc đến quần đảo Ryukyu (Nhật Bản), về phía nam đến bãi cạn Aliwal (Nam Phi), Úc và Nouvelle-Calédonie.
Ở Việt Nam, M. violacea được ghi nhận ở nhiều vùng biển như cù lao Chàm (Quảng Nam), đảo Lý Sơn (Quảng Ngãi), hòn Cau (Bình Thuận), bao gồm cả quần đảo Hoàng Sa và quần đảo Trường Sa.
M. violacea sống tập trung trên các rạn san hô ngoài khơi cũng như trong đầm phá, có thể được tìm thấy ở độ sâu đến ít nhất là 30 m. Chúng thường tập trung gần các cụm san hô nhánh Acropora hoặc Porites rus, có khi ẩn mình dưới các gờ đá.

## Mô tả
Chiều dài cơ thể lớn nhất được ghi nhận ở M. violacea là 35 cm. Vảy của M. violacea ánh màu bạc, vảy ở thân trên đường bên có viền nâu đen, vảy ngang đường bên viền nâu đỏ sẫm, vảy thân dưới còn lại viền đỏ. Màng nắp mang nâu đỏ. Gốc vây ngực có đốm đen sẫm. Vây ngực trong mờ phớt đỏ. Vây đuôi cùng chóp vây lưng và vây hậu môn có màu đỏ tươi. Rìa trước của vây lưng, vây hậu môn, vây đuôi và vây bụng có màu trắng.
Số gai ở vây lưng: 11; Số tia ở vây lưng: 13–16; Số gai ở vây hậu môn: 4; Số tia ở vây hậu môn: 12–14; Số vảy đường bên: 27–29; Số tia ở vây ngực: 14–15.

## Sinh thái
Thức ăn chủ yếu của M. violacea là các loài động vật phù du.
M. violacea có thể tạo ra hai dạng âm thanh nghe như tiếng đập và tiếng gõ, có vẻ như đó là âm thanh giao tiếp khi cạnh tranh cùng loài. Ít thấy hơn là tiếng gầm gừ, chỉ xảy ra khi chúng đang gặp nguy hiểm đe dọa, nên có lẽ là tín hiệu cảnh báo.

## Thương mại
M. violacea được khai thác trong nghề cá quy mô nhỏ.